# Emily Scott
Emily Scott, född 1983 i Canberra i Australien, är en australisk reklam-, underklädes- och glamourmodell.
Emily Scott har medverkat i en del filmer på Robbie Williams vårtour 2006, och även i Rock DJ-videon. Hon har även varit ansiktet för Lipton Ice Tea.
Hon medverkade i ITV-realityserien Love Island 2006.
Scott har gjort ett antal framträdanden i tidningar såsom Ralph, Nuts, Zoo Weekly, FHM, Loaded, Stuff magazine, Playboy och Maxim. När hon var på framsidan av Maxim sålde tidningen näst bäst under det året, och strax därefter utnämnde FHM UK henne till the 09th sexiest woman in the world. Hon blev utnämnd till Sexiest Aussie Babe av FHM Australia i februari 2007.
Under hösten 2007 var hon en medtävlande i andra säsongen av Cirque de Celebrité på Sky One i Storbritannien.
Som DJ turnerar hon i Europa, Australien och Asien. CD:n Clublife för Central Station finns tillgänglig på Itunes.